# Pittosporum humbertii
Pittosporum humbertii är en tvåhjärtbladig växtart som beskrevs av Georg Cufodontis. Pittosporum humbertii ingår i släktet Pittosporum och familjen Pittosporaceae. Inga underarter finns listade.